# Samsung Galaxy S10 Lite

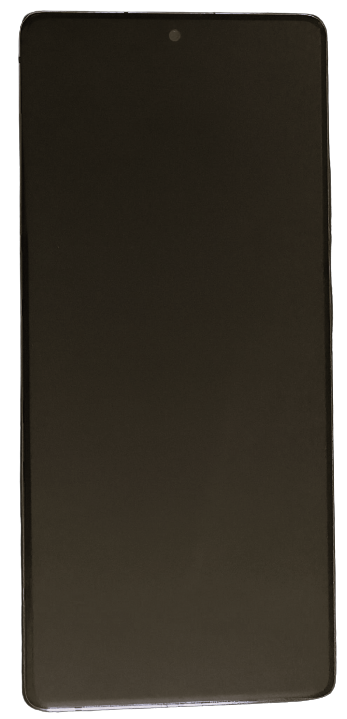
Samsung Galaxy S10 Lite

Samsung Galaxy S10 Lite – smartfon południowokoreańskiej firmy Samsung z rodziny Galaxy. Telefon został przedstawiony 3 stycznia 2020 roku przez producenta na swojej oficjalnej stronie internetowej. 
Telefon został wyposażony w wyświetlaczy Infinity-O, Snapdragon 855 w technologii 7 nm, 8 GB RAM oraz Baterię o pojemności 4500 mAh. Pamięć wewnętrzna telefonu to 128 GB, karta microSD pozwala ją rozbudować do 512 GB.
Ekran telefonu ma przekątną 6,7 cala i kinowe proporcje 20:9. Obsługuje rozdzielczość Full HD+.
|              | Dane techniczne:                                         |
| ------------ | -------------------------------------------------------- |
| Wymiary:     | 159.4 x 72.8 x 8.1 mm, 186 g                             |
| Wyświetlacz: | 6.7” FHD+ (2400 x 1080), Super AMOLED Infinity-O Display |
| Procesor:    | SDM855 (1x 2.8 GHz + 2x 2.4 GHz + 4x 1.8 GHz)            |